# وینسنت پرایس
وینسنت لئونارد پرایس پسر (به انگلیسی: Vincent Leonard Price Jr.) بازیگر آمریکایی بود که بیشتر به علت صدای نافذ و بازی در فیلم‌های ترسناک شناخته‌شده‌است. از فیلم‌های او می‌توان به دکتر گلدفوت و دختران آتشپاره، قصر ارواح، پادشاه خانه‌به‌دوش، مأموریت خطرناک، پسر سندباد، آتش گرفتن، آخرین مرد روی زمین و آهنگ برنادت اشاره نمود.
از وی می‌توان در کنار پیتر کوشینگ و کریستوفر لی به عنوان یکی از افسانه‌های ژانر وحشت یاد کرد.
صدای او به عنوان راوی، در انتهای ترانه و همچنین موزیک‌ویدئوی ترانهٔ «تریلر» (مایکل جکسون) شنیده می‌شود.
وی در بیشتر فیلم‌هایی که بر پایهٔ کتاب‌های ادگار آلن پو ساخته شده‌اند ایفای نقش کرده.
به دلیل علاقهٔ زیاد تیم برتون، کارگردان مشهور هالیوود به او، انیمیشنی به نام وینسنت ساخته شده که وظیفهٔ روایت داستان را هم خود وینسنت پرایس بر عهده دارد و همچنین نقش کوتاهی در فیلم ادوارد دست‌قیچی ایفا کرده است.